# Heterophobie (Aversion gegen Heterosexuelle)
Heterophobie bezeichnet – analog zu Homophobie – eine tatsächliche oder vorgebliche Aversion gegenüber heterosexuellen Personen oder deren Lebensweise. So bezeichnete der Menschenrechtsaktivist Peter Tatchell die nur für homosexuelle, jedoch nicht für heterosexuelle Paare eingerichtete englische „civil partnership“ ironisch als heterophob. Gelegentlich wird Heterophobie von antihomosexuellen Gruppierungen als Schlagwort genutzt, um Forderungen von LGBT-Gruppierungen nach rechtlicher Gleichstellung als gegen Heterosexuelle gerichtet darzustellen. Aktuell gibt es keine Evidenz dafür, dass heterosexuelle Menschen in irgendeiner Weise durch vermeintliche Heterophobie in ihren Grundrechten eingeschränkt werden würden.